# E16 (Sverige)
E16 är en svensk stamväg som ingår i Europaväg 16. E16 förbinder Gävle med Bergen och Oslo. Vägen har varierande standard; kring städer och på vissa sträckor på landsbygden är det bitvis motorväg, i övrigt landsväg och motortrafikled. Mellan Torsby och Malung delar E16 sträckning med E45. Den delar även sträckning med riksväg 66, riksväg 70, riksväg 50, riksväg 69, riksväg 68 och riksväg 56. Vid Gävle ansluter vägen till E4.

## Sträckning
Norska gränsen - Torsby - Malung - Vansbro - Mockfjärd - Djurås - Borlänge - Falun - Hofors - Storvik - Sandviken - Valbo - Gävle

## Historia

### Nummerhistoria
E16 infördes i Sverige formellt av FN den 26 maj 2011, se E16. Skyltningen fick vänta tills hösten 2012. Samtidigt försvann riksväg 16, riksväg 71 och riksväg 80 medan riksväg 69 tillkom, och länsväg 102, länsväg 239 och länsväg 270 förändrades kraftigt.
Innan dess var vägen i Sverige skyltad väg 239 norska gränsen – Torsby, E45 Torsby – Malung, väg 71 Malung - Vansbro – Borlänge, väg 50 Borlänge – Falun och väg 80 Falun – Gävle.   Äldre nummer som förekommit längs sträckan var väg 234 Torsby – Malung 1945-1991, väg 250 Vansbro – Björbo 1945-1962, väg 246 Björbo – Borlänge 1945-1962, väg 60 Borlänge - Falun 1962-2001, och väg 10 Borlänge - Gävle 1945-1962. Vägen norska gränsen – Torsby var utan nummer före 1985.

### Förhistoria
Föregångare till dagens E16 mellan Falun och Gävle är den gamla landsvägen mellan Gävle och Dalarna, som ursprungligen löpte Gävle–Ovansjö, där den delades i två grenar, en mot Svärdsjö-bygden och en mot de tätbefolkade trakterna vid mellersta Dalälven och sedan vidare norrut mot Falun.
Under 1700-talet märktes alla landsvägar i Gävleborgs län under ledning av landshövding F.A.U. Cronstedt upp med de milstolpar som ännu står kvar. Milstolparna står med en kvartsmils mellanrum, drygt 2,5 km. Vid denna tid byggdes också Gustavsbron över Gavleån, som kom att fungera som Gävles västra infart i över 200 år. Dessa vägar är i dag huvudvägar genom tätorter eller sekundära länsvägar, med undantag för några sträckor som ännu ingår i numrerade vägar.
Lågkonjunkturen under 1920-talet innebar att stora summor pengar anslogs till beredskapsarbeten och under denna tid byggdes landsvägen över det obefolkade höglandet mellan Hosjö och Hofors. Denna gena sträckning förkortade landsvägssträckningen mellan Falun och Gävle med mer än 10 kilometer.

### Bygghistoria
På 1950- och 1960-talet byggdes en fyrfilig väg med korsningar i plan förbi Valbo. Den förlängdes till Lövbacken utanför Sandviken 1969, och byggdes om till motorväg 1985. Motorvägen mellan Gävle och Valbo är än i dag smalare än motorvägar vanligtvis är; till exempel saknas breda vägrenar. I mitten av 1970-talet byggdes Europaväg 4:s förbifart förbi Gävle. Korsningen mellan E4 och riksväg 80 gjordes planskild, dock utan möjlighet att köra till och från Gävle på E4. Vägbygget innebar att byn Johanneslöt utplånades fullständigt.
Motortrafikleden förbi Sandviken stod klar 1982. Förbi Kungsgården byggdes en väg med nära motortrafikledsstandard (färdig 1989). I slutet av 1990-talet byggdes helt ny väg från Kungsgården, förbi Storvik till riksväg 68, med samma standard (färdig 1998). Dessa sträckor byggdes om till trefältsväg under 2000-talet, och sträckan mellan dem breddades till fyrfältsväg. 
Under 1970-talet breddades landsvägen mellan Hofors och Hosjö och lades delvis om. Vägen mellan Ängelsfors och Hosjö byggdes om till trefältsväg med mitträcke under 2000-talet. En förbifart genom Falun, Lugnetleden byggdes under 1980-talet och 1990-talet.
Fyrfältsvägen Falun – Ornäs öppnades 2005. Vägen från Ornäs till Borlänge, cirka 6–7 km, byggdes som motorväg på 1960-talet men förlorade den statusen på 1990-talet.
Vägen Borlänge-Malung följer i huvudsak samma vägsträckning som åtminstone på 1940-talet, utom vid Djurås (nybyggt cirka 1960), Dala-Järna (60-tal?), Björbo (troligen 1990-tal) och Äppelbo (troligen 1980-tal). En ny sträckning mellan Dala-Järna och Vansbro förbi Skamhed invigdes 2019.
Se E45 (Sverige) för historik för sträckan Malung–Torsby.

## Vägstandard
E16 är vanlig landsväg från norska gränsen till Borlänge samt från Falun till Storvik. Mellan Borlänge och Falun är det fyrfältsväg (skyltad i huvudsak 110 km/tim), medan den sista biten mellan Storvik och Gävle är planskild landsväg/motorväg. Den gemensamma sträckan med E45 skyltas i huvudsak 80-90 km/tim, och vägens standard är något sämre på Värmlandssidan. Mellan Vägsjöfors och Malung går E16/E45 mestadels genom ett obefolkat skogslandskap.
På sträckan mellan Malung och Djurås finns det inte mindre än fyra plankorsningar med Västerdalsbanan. Generellt håller E16 en bra standard här men flera samhällen passeras rakt igenom, exempelvis Malung, Vansbro, Dala-Järna och Dala-Floda. Sista biten in till Borlänge som delas med riksväg 70 skyltas i huvudsak 90 km/h.
E16:s genomfart genom Borlänge är, tillsammans med riksväg 70 och riksväg 50, fyrfältsväg med totalt sju cirkulationsplatser. Speciellt vid Backarondellen (där E16 möter riksväg 50 från Örebro) och vid Grådarondellen (där E16 möter riksväg 70 från Enköping) uppstår ibland långa köer vid rusningstrafik. Ett alternativ för genomresande längs E16 kan därför vara att välja länsväg 293, som går från norra delarna av Borlänge till Falun och är betydligt mindre trafikerad.
Vid Grådarondellen i Borlänge börjar en sträcka som mellan 1960-talet och 1990-talet var motorväg, men numera är skyltad som vanlig landsväg. I Ornäs tar en smalare fyrfältig sektion vid. Ornäs - Tallen - Gruvan invigdes 11 november år 2005 och har förutom smalare sektion även sämre linjeföring och betydligt högre olycksfrekvens än den motorvägsliknande äldre etappen Borlänge - Ornäs. Den 9 km långa etappen Ornäs - Tallen kostade 210 Mkr.
Vägverkets främsta anledning att bygga om etappen Tallen - Gruvan var att öka trafiksäkerheten. Efter ombyggnationen har emellertid etappen Tallen - Gruvan blivit ökänd för sin olycksdrabbade snäva feldoserade S-kurva, samt för den likaledes olycksdrabbade Pilborondellen. Den nya S-kurvans radier är så snäva att den enligt 2012 års vägregelverk "Vägars och Gators Utformning" bara uppfyller krav för 80 km/tim hastighetsgräns (när vägen projekterades, uppfyllde kurvradierna "låg standard" för 90 km/tim enligt dåvarande vägregelverk). Vid trafikpåsläppet år 2005 var S-kurvan skyltad 90 km/tim, men efter politiska påtryckningar mot Vägverket skyltades den upp till 110 km/tim. En rad olyckor på kort tid ledde till att S-kurvan skyltades ned till 90 km/tim, men märkligt nog enbart i riktningen mot Falun (kurvradien är lika farligt tvär i 110-skyltade riktningen mot Borlänge). Den 4 km långa etappen Tallen - Gruvan kostade 233 Mkr. 
Vid Gruvrondellen i Falun blir E16 återigen tvåfilig och passerar runt Falun längs Hanröleden/Lugnetleden tillsammans med riksväg 50 och riksväg 69. När riksväg 69 viker av mot Hedemora påbörjas en 2+1-vägsträcka med mitträcke på E16, fram till korsningen med länsväg 270 utanför Hofors. E16/270 går sedan som vanlig landsväg genom Hofors.
Öster om riksväg 68s anslutning i Storvik är E16 återigen 2+1-väg med mitträcke och planskilda korsningar, skyltad 100 km/h. Vid trafikplats Sandviken Västra övergår vägen i motortrafikled, för att vid Sandviken Östra bli riktig motorväg skyltad 110 km/h. I västra utkanten av Gävle ansluter E16 till E4 vid en större trafikplats. Detta är också E16:s östra ändpunkt.
E16 i Sverige går omvägar på en del sträckor, så att navigationssystem föreslår ibland andra vägar än E16 mellan två punkter längs vägen. Exempel:
- Torsby-Borlänge: väg 239, väg 245, väg W644 via Hagfors och Grangärde
- Malung-Falun: E16 och väg 293 via Smedsbo eller E45 och väg 70 via Mora

## Planer
- En ombyggnad till mötesfri landsväg på sträckan Borlänge-Djurås pågår. Denna del är gemensam med Riksväg 70. Etapp 1 beräknas klar 2023 och etapp 2-3 beräknad byggstart 2023.[7]
- 4 km mitträcke planeras att sättas upp strax öster om Falun, med full utbyggnad av trafikplatsen Steffens väg, osäker tidpunkt, besked om finansiering 2022.[uppföljning saknas][8]
- En förstudie om en ny förbifart vid Yttermalung är också gjord, men har ingen tidsplan.

## Korsningar och anslutande vägar
|                                         | Nr  | Namn                         | Skyltning                                                                        |
| --------------------------------------- | --- | ---------------------------- | -------------------------------------------------------------------------------- |
|                                         |     | vid Lekvattnet               | gräns mot Norge, norska E16 ansluter                                             |
| Landsväg Norska gränsen-Borlänge        |     |                              |                                                                                  |
|                                         |     | Torsby                       | Sunne, Göteborg (E16 svänger)                                                    |
|                                         |     | Torsby                       | Hagfors, Ekshärad                                                                |
|                                         |     | Vägsjöfors                   | Bograngen, Vitsand (E16/E45 svänger)                                             |
|                                         |     | Bron vid Stöllet             | över Klarälven, cirka 250 m (60°25′9″N 13°15′12″Ö / 60.41917°N 13.25333°Ö)       |
|                                         |     | Stöllet                      | Trysil, Sysslebäck, Karlstad, Ekshärad                                           |
|                                         |     | Bron i Malung                | över Västerdalälven, cirka 150 m (60°40′52″N 13°42′36″Ö / 60.68111°N 13.71000°Ö) |
|                                         |     | Brogatan Malung              | Plankorsning med Västerdalsbanan                                                 |
|                                         |     | Malung                       | Mora, Sälen (E16 svänger)                                                        |
|                                         |     | Yttermalung                  | Yttermalung                                                                      |
|                                         |     | Äppelbo                      | Äppelbo                                                                          |
|                                         |     | Rågsveden                    | Rågsveden                                                                        |
|                                         |     | Vansbro                      | Vansbro                                                                          |
|                                         |     | Vansbro                      | Plankorsning med Västerdalsbanan                                                 |
|                                         |     | Vansbro                      | Filipstad, Mariestad                                                             |
|                                         |     | Bron i Vansbro               | över Vanån, cirka 80 m                                                           |
|                                         |     | Vansbro                      | Mora                                                                             |
|                                         |     |                              | Länsväg W 535                                                                    |
|                                         |     | Bron i Hulån                 | över Västerdalsbanan och Länsväg W 537                                           |
|                                         |     | Hulån                        | Länsväg W 536                                                                    |
|                                         |     | Dala Järna                   | Länsväg W 535                                                                    |
|                                         |     | Dala Järna                   | Länsväg W 539                                                                    |
|                                         |     | Dala Järna                   | Länsväg W 539                                                                    |
|                                         |     | Snöån                        | Plankorsning med Västerdalsbanan                                                 |
|                                         |     | Nås                          | Länsväg W 524                                                                    |
|                                         |     | Utanhed                      | Plankorsning med Västerdalsbanan                                                 |
|                                         |     | Björbo                       | Björbo                                                                           |
|                                         |     | Björbo                       | Ludvika, Västerås                                                                |
|                                         |     | Dala Floda                   | Dala Floda                                                                       |
|                                         |     | Mockfjärd                    | Mockfjärd                                                                        |
|                                         |     | Djurås                       | Länsväg W 590, Länsväg W 597                                                     |
|                                         |     | Bron i Djurås                | över Österdalälven, cirka 130 m                                                  |
|                                         |     | Djurås                       | Färjbacksvägen                                                                   |
|                                         |     | Djurås                       | Leksand, Mora (E16 svänger)                                                      |
|                                         |     | Norr Amsberg                 | Falun                                                                            |
|                                         |     | Mellstabron                  | över Dalälven, cirka 200 m                                                       |
|                                         |     | Mellstarondellen             | Kvarnsveden                                                                      |
|                                         |     |                              | Mårdgatan                                                                        |
|                                         |     | Tjärnarondellen              | Tjärna Ängar, Sportfältet                                                        |
|                                         |     | Framtidsrondellen            | Borlänge Science Park                                                            |
|                                         |     | Backarondellen               | Ludvika, Örebro                                                                  |
|                                         |     | Backaviadukten               | Östermalm, Bangårdsgatan                                                         |
|                                         |     | Åkrerondellen                | Östermalm, Gylle                                                                 |
|                                         |     | Grådarondellen               | Säter, Enköping                                                                  |
| Fyrfältsväg Borlänge-Falun (Riksväg 50) |     |                              |                                                                                  |
|                                         |     |                              | över Dalälven, cirka 250 m                                                       |
|                                         |     | Trafikplats Islingby         | Domnarvet, Torsång                                                               |
|                                         |     | Trafikplats Ornäs            | Ornäs, Aspeboda                                                                  |
|                                         |     | Trafikplats Karlsvik         | Olsbacka, Aspeboda                                                               |
|                                         |     | Trafikplats Tallen           | Källviken, Främby                                                                |
| Landsväg Falun-Sandviken                |     |                              |                                                                                  |
|                                         |     | Galgbergsrondellen           | Gruvriset, Galgberget                                                            |
|                                         |     | Gruvrondellen                | Falu centrum, Falu koppargruva                                                   |
|                                         |     | Hanröleden                   | Leksand                                                                          |
|                                         |     | Hanröleden                   | Plankorsning med Grycksbobanan                                                   |
|                                         |     | Jungfrurondellen             | Rättvik (E16 svänger)                                                            |
|                                         |     | Lugnetleden                  | Enviken, Alfta, Söderhamn                                                        |
|                                         |     | Lugnetrondellen              | Lugnet                                                                           |
|                                         |     | Högskolerondellen            | Högskolan Dalarna, Lugnet                                                        |
|                                         |     | Plutonsrondellen             | Östra Dalregementet                                                              |
|                                         |     | Trafikplats Norslund         | Svärdsjö, Sundborn                                                               |
|                                         |     | Trafikplats Hälsingberg      | Hälsingberg                                                                      |
|                                         |     | Korsnäsrondellen             | Korsnäs                                                                          |
|                                         |     |                              | över Korsnäsströmmen, cirka 30 m                                                 |
|                                         |     | Trafikplats Västra Hosjö     | Hosjö                                                                            |
|                                         |     | Trafikplats Östra Hosjö      | Hosjö, Svärdsjö                                                                  |
|                                         |     | Trafikplats Lönnemossa       | Hedemora, Norberg, Fagersta                                                      |
|                                         |     | i Ängelsfors                 | Hedemora                                                                         |
|                                         |     | Hofors                       | Torsåker (X 514); Robertsholm                                                    |
|                                         | 187 | Trafikplats Tegelbruket      | Avesta, Örebro, Storvik                                                          |
|                                         |     | Rastplats Näsbysjön          |                                                                                  |
|                                         | 188 | Trafikplats Mom              | Storvik, Järbo                                                                   |
|                                         | 189 | Trafikplats Åsen             | Kungsgården, Järbo, Ockelbo                                                      |
|                                         | 190 | Trafikplats Hillsta          | Kungsgården                                                                      |
| Motortrafikled förbi Sandviken          |     |                              |                                                                                  |
|                                         | 191 | Trafikplats Sandviken västra | Sandviken V, Gysinge, Uppsala                                                    |
| Motorväg Sandviken–Gävle                |     |                              |                                                                                  |
|                                         |     |                              | över Jädraån, cirka 30 m                                                         |
|                                         | 193 | Trafikplats Sandviken östra  | Sandviken Ö, Ockelbo                                                             |
|                                         | 194 | Trafikplats Forsbacka        | Forsbacka                                                                        |
|                                         |     |                              | över Gavleån, cirka 60 m                                                         |
|                                         | 195 | Trafikplats Mackmyra         | Valbo köpcentrum, Västerås                                                       |
|                                         | 197 | Trafikplats Nybo             | Valbo                                                                            |
|                                         | 198 | Trafikplats Hagaström        | Hagaström, Valbo                                                                 |
| Motorvägskorsning                       | 199 | Trafikplats Gävle västra     | Sundsvall, Stockholm                                                             |
|                                         |     | Trafikplats Gustavsbro       | Gävle centrum, Högskolan i Gävle                                                 |

### Korsande järnvägar
- Västerdalsbanan, 5 plankorsningar, 4 planskilda korsningar
- Siljansbanan, 2 planskilda korsningar
- Bergslagsbanan, 5 planskilda korsningar
- Grycksbobanan, 1 plankorsning
- Godsstråket genom Bergslagen, 1 planskild korsning